# Erotana ruberis
Erotana ruberis är en insektsart som beskrevs av Medler 2000. Erotana ruberis ingår i släktet Erotana och familjen Flatidae. Inga underarter finns listade i Catalogue of Life.